# Symfonie nr. 5 (Bruk)
Fridrich Bruk componeerde zijn Symfonie nr. 5 "In Joodse stemming" in 2001-2002. Het werk wacht nog op een officiële eerste uitvoering, doch Bruk vond een Ests symfonieorkest bereid het werk op te nemen. Het bijgeleverde boekwerkje van de compact disc gaf echter geen enkele info omtrent dit werk. De componist schreef zelf dat zijn muziek in het verlengde ligt van Gustav Mahler en Alban Berg, maar deze symfonie is meer in de stijl van Dmitri Sjostakovitsj dan wel Sergej Prokofjev geschreven. De Sjotakovitsj-achtige passages zijn veel minder zwaar beladen en minder ironisch dan die van de Rus. De symfonie is opgedragen aan Ada Bragilevski, zijn vroeg overleden moeder.
Het werk bestaat uit drie delen:
- Freilachs (Nederlands: vrolijk) met aanduiding vivo
- Hassidick met aanduiding pensieroso
- Scher met aanduiding Allegro vivace

De orkestratie is als volgt:
- 2 dwarsfluiten, 2 hobo’s, 2 klarineten, 2 fagotten
- 4 hoorns, 2 trompetten, 3 trombones, 1 tuba
- pauken, 3 man/vrouw percussie, 1 harpen
- violen, altviolen, celli, contrabassen

## Discografie
- Uitgave Fridrich Bruk FBCD 1 (dsic 2): Nationaal Symfonieorkest van Estland, o.l.v. Peter Mägi ; een opname van september 2003